# Formiga
Miraildes Maciel Mota (Salvador de Bahía, 3 de marzo de 1978), habitualmente llamada Formiga, es una futbolista profesional brasileña. Juega de centrocampista y su actual equipo es el São Paulo FC de la primera división del Brasileirão Femenino. Ha sido internacional absoluta por la selección femenina de fútbol de Brasil desde 1995.

## Trayectoria
Fue transferida al FC Gold Pride en el draft de la liga de 2008 como primera opción por delante de Kelly Smith y Marta. Finalmente comenzó a jugar para su equipo al comienzo de la temporada 2009. Antes de ir a Estados Unidos jugó para el Saad, del estado de Sao Paulo.  También jugó en Suecia para el Malmö FF Dam en la primera división sueca, donde se unió en 2004.

## Selección

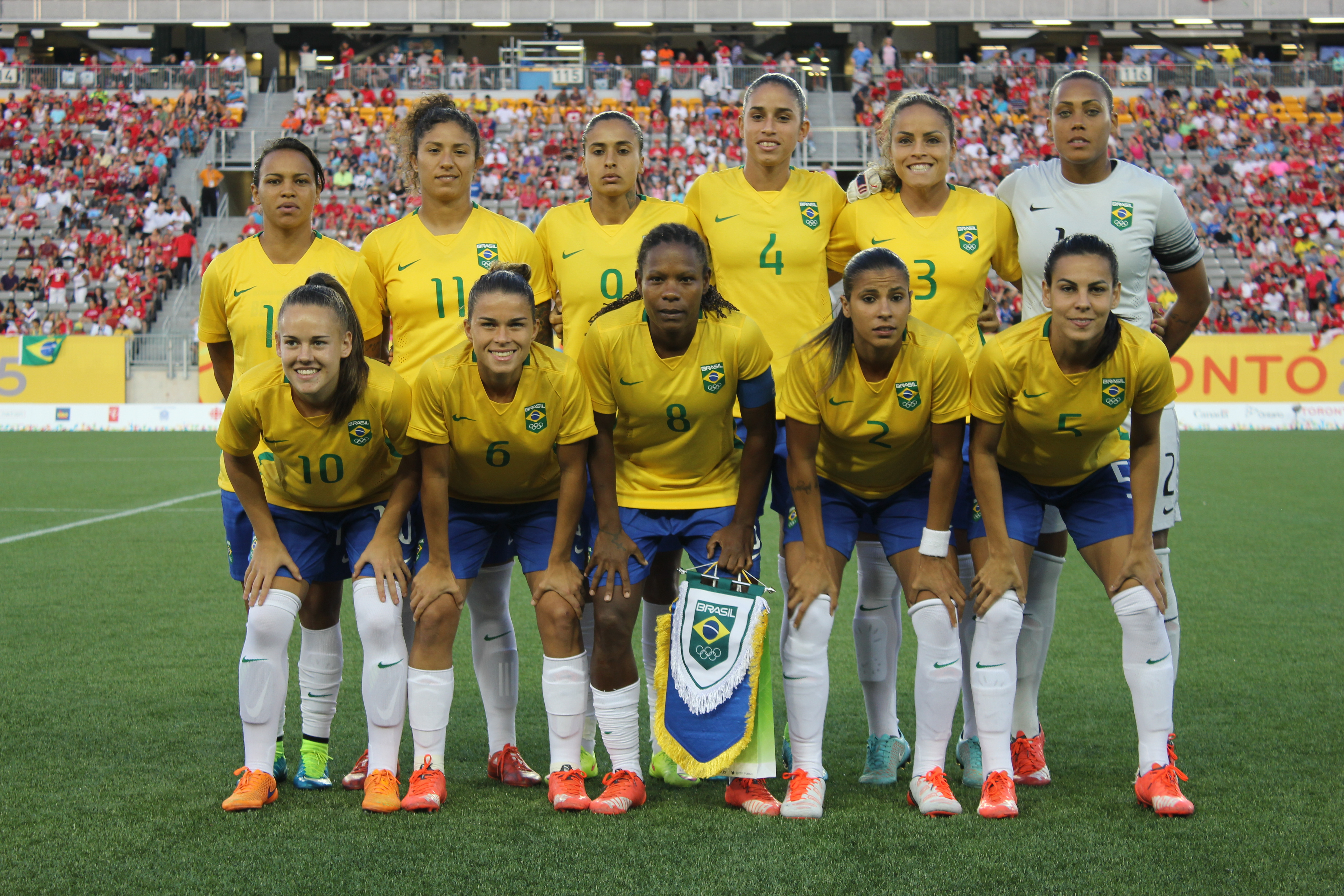
Juegos Panamericanos 2015, Canadá vs Brasil (Formiga con la número 8)

Nadie ha sido parte de más Copas del Mundo (7) que ella en toda la historia del fútbol femenino. Ha disputado con la Selección femenina de fútbol de Brasil la Copa Mundial Femenina de Fútbol en 1995, 1999, 2003, 2007, 2011, 2015, 2019. También ha disputado siete Juegos Olímpicos, en 1996, 2000, 2004, 2008, 2012, 2016 y 2020. En 2004 y 2008 ganó la medalla de plata, la misma que consiguió en los Juegos Panamericanos de 2011. Sin embargo anteriormente en los Juegos Panamericanos de 2003 y de 2007 había obtenido el oro ,

## Estadísticas

### Clubes
| Club                       | País           | Año                    |
| -------------------------- | -------------- | ---------------------- |
| São Paulo FC               | Brasil         | 1993 - 1997            |
| AS Portuguesa              | Brasil         | 1998 - 1999            |
| São Paulo FC               | Brasil         | 1999 - 2000            |
| Santa Isabel Futebol Clube | Brasil         | 2000 - 2001            |
| Santos FC                  | Brasil         | 2002 - 2004            |
| LdB FC Malmö               | Suecia         | 2004 - 2005            |
| New Jersey Wildcats        | Estados Unidos | 2006 - 2007            |
| Jersey Sky Blue            | Estados Unidos | 2007 - Media Temporada |
| Saad Esporte Clube         | Brasil         | 2007 - Media Temporada |
| Botucatu Futebol Clube     | Brasil         | 2008 - 2009            |
| FC Gold Pride              | Estados Unidos | 2009 - 2010            |
| Chicago Red Stars          | Estados Unidos | 2010 - 2011            |
| São José                   | Brasil         | 2011 - 2017            |
| París Saint-Germain        | Francia        | 2017 - 2021            |
| São Paulo                  | Brasil         | 2021 - 2022            |